# Ноцебо
Ноцебо ефект (на латински: nocere – „вредя“, nocebo „аз ще вредя“) е реакция на организма, аналогична на плацебо ефекта, но с обратен знак: едно негативно въздействие на едно лекарствено средство. Той представлява реакцията към един медицински препарат, който не би трябвало да има специфично въздействие или към някакво въздействие от околната среда, което не може да оказва влияние, но за което хората имат информация, че може да има определено физиологично действие върху организма. За разлика от положителното въздействие при плацебо ефекта, при ноцебо ефекта се получава отрицателна реакция.

## Определение
Ноцебо ефектът е открит при даването на плацебо препарати, когато при някои от контролните пациенти се е получил отрицателен ефект. За това при превишаване на отрицателното въздействие над положителното се говори за ноцебо ефект.

## Симптоми
Съобщаваните от засегнатите симптоми са в повечето случаи заболявания, които могат да бъдат свързани с психосоматични причини. Това се изразява обикновено чрез субективни симптоми като гадене, главоболие, умора и замайване. Наред с това се отчитат и обективни симптоми като обриви, високо кръвно налягане и ускорен сърдечен ритъм. Ноцебо ефектът може да се отрази и в страх от въображаеми опасности. Те се срещат по-често при жените отколкото при мъжете и по-често при възрастните отколкото при младите хора.